# Nikolái Aleksándrovich Tíjonov
Nikolái Aleksándrovich Tíjonov (ruso: Николай Александрович Тихонов) (Járkov, 14 de mayo de 1905-1 de junio de 1997) fue un político soviético, presidente del Consejo de Ministros de la URSS entre 1980 y 1985. 

## Biografía
Tíjonov nació en la localidad de Járkov el 14 de mayo de 1905 en una familia de clase trabajadora ruso-ucraniana; se graduó del Instituto de Comunicaciones St. Catherine en 1924.hijo de oficinista, fue formado como ingeniero en el Instituto Metalúrgico de Dnepropetrovsk, graduándose en 1930. Entre 1930 y 1941 trabajó en la Planta Metalúrgica Lenin de Dnepropetrovsk, y fue ascendido a ingeniero jefe. Fue director de la Planta Metalúrgica de Tuberías del Sur de Nikopol.
Leonid Brézhnev era en ese momento un ascendente jefe del Partido en la ciudad, y entabló amistad con Tíjonov. Este, se unió al Partido Comunista de la Unión Soviética en 1940. A finales de los años 40, ejerció como director de una fábrica en Ucrania y en los años 50 llegó a ser un alto funcionario del Ministerio de la Metalurgia del Hierro, llegando a Viceministro en 1955. En 1960, Tíjonov entró a formar parte del Consejo Estatal Científico y Económico y en 1961 ingresó como miembro candidato al Comité Central del PCUS. 
Brézhnev, elegido secretario general del PCUS en 1964, promovió a Tíjonov a la posición de Vicepresidente del Consejo de Ministros de la URSS, puesto que de desempeñó entre 1965 y 1976. En 1966, el 23.er Congreso del Partido eligió a Tíjonov miembro de pleno derecho del Comité Central. 
En 1976, Tíjonov fue elegido como uno de los dos primeros vicepresidentes del gobierno soviético y en 1979 entró, como miembro de pleno derecho, en el Politburó del PCUS. En 1980, con 75 años de edad, fue elegido presidente del Consejo de Ministros (primer ministro) de la Unión Soviética. 
Tíjonov mantuvo su puesto durante los mandatos de los sucesores de Brézhnev, Yuri Andrópov y Konstantín Chernenko, pero fue reemplazado en septiembre de 1985, poco después de la llegada de Mijaíl Gorbachov a la secretaría general del Partido Comunista. Tíjonov fue cesado en octubre del Politburó, aunque continuó en el Comité Central hasta 1989.